# Kirchenkreis Hanau
Der Kirchenkreis Hanau ist einer von 14 Kirchenkreisen innerhalb der Evangelischen Kirche von Kurhessen-Waldeck. Er liegt innerhalb des Sprengels Hanau-Hersfeld. In den 24 Kirchengemeinden leben rund 73.000 Mitglieder.

## Geographische Lage
Der Kirchenkreis Hanau umfasst die Stadt Hanau rechts des Mains (ohne Steinheim und Klein-Auheim) sowie den gesamten ehemaligen Landkreis Hanau einschließlich der ehemals zum Landkreis Friedberg gehörenden Stadtteile Eichen, Erbstadt und Heldenbergen der Stadt Nidderau sowie der im Jahr 1977 nach Frankfurt am Main eingemeindeten Stadtteile Bergen-Enkheim. Er grenzt nur im Osten an den Kirchenkreis Kinzigtal und ist ansonsten von den Gebieten der Evangelischen Kirche in Hessen und Nassau im Norden und Westen sowie der Evangelisch-Lutherischen Kirche in Bayern im Süden umgeben.

## Geschichte
Der Kirchenkreis Hanau entstand in seiner heutigen Form 2014 aus der Fusion der Kirchenkreise Hanau-Stadt und Hanau-Land.

## Kirchengemeinden
Der Kirchenkreis Hanau besteht aus folgenden Kirchengemeinden:
| Kirchengemeinde              | Kirchen                                                                                        |
| ---------------------------- | ---------------------------------------------------------------------------------------------- |
| Am Limes                     | Großauheim (Gustav-Adolf-Kirche), Großkrotzenburg, Wolfgang (Lutherkirche)                     |
| Bergen-Enkheim               | Bergen (Laurentiuskirche), Enkheim (Laurentiuskirche)                                          |
| Bruchköbel                   | Bruchköbel (Jakobuskirche)                                                                     |
| Buchen                       | Mittelbuchen (Bonifatiuskirche), Wachenbuchen                                                  |
| Erlensee                     | Langendiebach, Rückingen                                                                       |
| Gronau                       | Gronau                                                                                         |
| Hanau-Kesselstadt            | Kesselstadt (Friedenskirche)                                                                   |
| Hanau (Stadtkirchengemeinde) | Hanau (Christuskirche), Hanau (Neue Johanneskirche), Hanau (Kreuzkirche), Hanau (Marienkirche) |
| Hüttengesäß                  | Hüttengesäß                                                                                    |
| Issigheim                    | Niederissigheim, Oberissigheim (Evangelische Kirche (Oberissigheim))                           |
| Kilianstädten-Oberdorfelden  | Kilianstädten, Oberdorfelden                                                                   |
| Langenselbold                | Langenselbold (Evangelische Pfarrkirche)                                                       |
| Maintal-Bischofsheim         | Bischofsheim (Evangelische Kirche)                                                             |
| Maintal-Dörnigheim           | Dörnigheim                                                                                     |
| Maintal-Hochstadt            | Hochstadt                                                                                      |
| Marköbel                     | Marköbel                                                                                       |
| Nidderau-Eichen-Erbstadt     | Eichen, Erbstadt                                                                               |
| Nidderau-Heldenbergen        | Heldenbergen (Brückenkirche)                                                                   |
| Nidderau-Ostheim             | Ostheim                                                                                        |
| Nidderau-Windecken           | Windecken (Stiftskirche)                                                                       |
| Neuberg                      | Ravolzhausen, Rüdigheim                                                                        |
| Niederdorfelden              | Niederdorfelden                                                                                |
| Rodenbach                    | Niederrodenbach                                                                                |
| Roßdorf                      | Roßdorf                                                                                        |